# Юзефин
Юзефин (пол. Józefin) — село в Польщі, у гміні Тріщани Грубешівського повіту Люблінського воєводства. Населення — 92 особи (2011).

## Історія
21-25 червня 1947 року під час операції «Вісла» польська армія виселила зі села на приєднані до Польщі північно-західні терени 14 українців. У селі залишилося 105 поляків. Ще 35 невиселених українців підлягали виселенню.
У 1975—1998 роках село належало до Замойського воєводства.

## Демографія
Демографічна структура станом на 31 березня 2011 року:
|          | Загалом | Допрацездатний вік | Працездатний вік | Постпрацездатний вік |
| -------- | ------- | ------------------ | ---------------- | -------------------- |
| Чоловіки | 43      | 5                  | 34               | 4                    |
| Жінки    | 49      | 10                 | 26               | 13                   |
| Разом    | 92      | 15                 | 60               | 17                   |